# Gelis lucidulus
Gelis lucidulus là một loài tò vò trong họ Ichneumonidae.